# Вайда, Габор Иванович
Габор (Гавриил) Иванович Вайда (укр. Габор Іванович Вайда; род. 11 мая 1944, Ужгород) — советский футболист, вратарь, мастер спорта СССР (1967).

## Футбольная биография

### Карьера игрока
Родился в Ужгороде. Когда Габору был один год, на фронте погиб отец. Уже после его гибели родился младший брат Иван. Мать с двумя малолетними детьми вынуждена была переехать к родственникам мужа в городок Тячев. Там со временем начал заниматься футболом у тренера Людвига Бейераша. Ещё школьником дебютировал во взрослой команде «Искра»: на один из матчей на первенство области не прибыл основной голкипер и на ворота стал юный Вайда, отыграв матч не по годам уверенно. Вскоре вратаря пригласили в школьную сборную Закарпатья, где также играли, ставшие впоследствии футболистами команд класса «А» Иван Герег, Александр Поллак, Золтан Милес. А уже с 16 лет Габор стал основным вратарём взрослой команды Тячева.
После окончания школы получил приглашение от одной из лучших команд области, «Карпаты» из города Рахов. В этом коллективе провёл два года.
В 1963 году поступил в ленинградскую лесотехническую академию, где играл за местную студенческую команду. Там молодого голкипера приметили и пригласили в ленинградский «Автомобилист», выступавший в классе «Б».
В 1966 году Вайду приглашают в новосозданную ленинградскую команду «Большевик», где играли и набирались опыта молодые футболисты для главной команды города «Зенит».
В 1968 году тренер «Зенита» Артём Фальян переводит Габора в основной состав своей команды. Дебютировал в высшем дивизионе за свой новый клуб 3 августа 1968 года в матче СКА (Ростов-на-Дону) — «Зенит» 3:1. В ленинградской команде Вайда конкурировал с другим вратарём клуба — Эдуардом Шаповаленко. Всего же в «Зените» провёл два сезона. Здесь футболист с польской фамилией и венгерским именем попросил именовать себя Гавриилом.
Во время чемпионата 1969 года к Вайде прилетали представители львовских «Карпат» с предложением перебраться в их клуб, но вратарь не решался покинуть свою команду. По окончании сезона Габор отправился домой в отпуск. В аэропорту вратаря встретили тренеры львовских «Карпат» Эрнест Юст и Карл Микльош, которым после длительных переговоров удалось убедить его перейти в их команду, выступавшую в первой лиге. Дебютировал вратарь 11 апреля 1970 года в матче против хабаровского СКА. Сезон закончился победой львовян в турнире и выходом в высшую лигу. Ещё на протяжении трёх сезонов Вайда защищал ворота галицкой команды. По окончании чемпионата 1973 года голкипер принял решение завершить активную игровую карьеру.

### После завершения игровой карьеры
Покинув «Карпаты», Вайда несколько лет защищал ворота любительской команды города Рахов, игравшей на первенство области. В течение 7 лет трудился на местном мясокомбинате. Потом работал директором футбольной школы СКА (Львов).
С 1989 году вернулся в львовские «Карпаты», где работал на разных должностях, был начальником команды и вице-президентом клуба. Занимал пост начальника команды ФК «ЛАЗ» (Львов). С 2004 года возглавлял сектор детско-юношеского футбола ФК «Карпаты» (Львов).
Активно выступал за ветеранскую команду львовского клуба, в 1993 году становился победителем и лучшим вратарём открытого первенства Польши среди ветеранов, был чемпионом и обладателем Суперкубка Украины среди ветеранов.
Инспектирует матчи чемпионата Украины по мини-футболу.

## Достижения
- Победитель чемпионата СССР первой группы класса «А»: 1970

## Образование
- Окончил Ленинградскую лесотехническую академию им. С. М. Кирова: 1967
- Лесотехнический факультет Ужгородского университета: 1962

## Семья
В 1965 году женился на Марте Лешовской, с которой развёлся. От первого брака сын Александр (1970 г. р.), по профессии — врач. В 1974 году женился на Наталье Сабов, сын Орест (1975 г. р.) окончил футбольную школу. Внуки Александр и Виктор.